# 금강로 (옥천군)
금강로(錦江路)는 충청북도 옥천군 동이면과 청성면을 잇는 옥천군의 도로이다.
거의 전 구간이 옛 경부고속도로 영동 나들목 ~ 옥천 나들목 구간으로 이루어져 있는 것이 특징이며, 이설된 이후에도 당재터널, 금강2~4교 등 기존의 경부고속도로 시절에 사용된 구조물 등을 그대로 사용하고 있다. 단, 경부고속도로 구간 시절에는 왕복 4차로로 구성되어 있었으나 이설 이후에는 일반도로로 전환되면서 2차로만 사용되고 있다. 금강 나들목 이북 구간은 옛 경부고속도로의 서울 방면의 전용차로로 사용된 2차로, 이남 구간은 부산 방면의 전용차로로 사용된 2차로만을 각각 재활용하고 있으며, 금강 나들목에서 경부고속도로와 만난다.

## 같이 보기
- 경부고속도로의 역사
- 당재터널